# Starcke-Nationalpark
Der Starcke-Nationalpark (englisch Starcke National Park) ist ein 80 Quadratkilometer großer Nationalpark auf der Cape York Peninsula in Queensland, Australien.

## Lage
Der Park liegt in der Region Far North Queensland und befindet sich 50 Kilometer nördlich von Cooktown und 90 Kilometer nordöstlich von Laura. Er grenzt unmittelbar im Westen an den Jack-River-Nationalpark, etwas südlich liegt der Mount-Webb-Nationalpark. Zum Park gibt es keinen Zugang und es existieren keine Besuchereinrichtungen. Der Starcke Wakooka Track, nur geeignet für Allradfahrzeuge, führt entlang der östlichen Parkgrenze.

## Geländeform
Auf dem Gebiet des Parks befindet sich ein Sandsteinplateau.